# Terinos ludmilla
Terinos ludmilla är en fjärilsart som beskrevs av Otto Staudinger 1898. Terinos ludmilla ingår i släktet Terinos och familjen praktfjärilar. Inga underarter finns listade i Catalogue of Life.